# Liste der Biografien/Neue
Liste der Biografien |
Portal Biografien |
Personensuche
# |
A |
B |
C |
D |
E |
F |
G |
H |
I |
J |
K |
L |
M |
N |
O |
P |
Q |
R |
S |
T |
U |
V |
W |
X |
Y |
Z |
?
 
Na |
Nb |
Nc |
Nd |
Ne |
Nf |
Ng |
Nh |
Ni |
Nj |
Nk |
Nl |
Nm |
Nn |
No |
Nr |
Ns |
Nt |
Nu |
Nv |
Nw |
Nx |
Ny |
Nz
 
Nea |
Neb |
Nec |
Ned |
Nee |
Nef |
Neg |
Neh |
Nei |
Nej |
Nek |
Nel |
Nem |
Nen |
Neo |
Nep |
Ner |
Nes |
Net |
Neu |
Nev |
New |
Nex |
Ney |
Nez
 
Neub |
Neuc |
Neud |
Neue |
Neuf |
Neug |
Neuh |
Neui |
Neuj |
Neuk |
Neul |
Neum |
Neun |
Neup |
Neur |
Neus |
Neut |
Neuv |
Neuw |
Neuy |
Neuz
Die Liste der Biografien führt alle Personen auf, die in der deutschsprachigen Wikipedia einen Artikel haben. Dieses ist eine Teilliste mit 87 Einträgen von Personen, deren Namen mit den Buchstaben „Neue“ beginnt.

## Neue
- Neue Grafik, französischer Musiker (Keyboard, Elektronik) und Musikproduzent
- Neue, Christian Friedrich († 1886), deutscher Klassischer Philologe
- Neue, Marcel Maurice (* 1989), deutscher Laiendarsteller
- Neue, Paul (1876–1969), deutscher sozialdemokratischer Politiker

### Neuen
- Neuen, Wolfgang (* 1947), deutscher Diplomat
- Neuenahr, Adolf von († 1589), militärischer Befehlshaber und niederländischer Statthalter
- Neuenahr, Anna Walburga von (1522–1600), durch Erbe regierende Gräfin von Moers
- Neuenahr, Hermann der Ältere von (1492–1530), deutscher humanistischer Theologe, Staatsmann, Naturwissenschaftler und Kanzler der Universität zu Köln
- Neuenahr, Hermann der Jüngere von (1520–1578), Graf von Neuenahr-Bedburg-Rösberg und Moers, deutscher humanistischer Staatsmann und Förderer der Reformation
- Neuenahr-Alpen, Amalia von (1539–1602), Kurfürstin von der Pfalz und Gräfin von Limburg
- Neuenahr-Alpen, Gumprecht I. von (1465–1504), deutscher Adliger
- Neuenahr-Alpen, Gumprecht II. von († 1555), Graf von Limburg
- Neuenahr-Alpen, Magdalena von († 1627), Gräfin von Limburg
- Neuenborn, Paul (1866–1913), deutscher Tiermaler und Illustrator
- Neuendorf, Andreas (* 1975), deutscher Fußballspieler
- Neuendorf, Bernd (* 1961), deutscher politischer Beamter (SPD), Journalist und SportfunktionärBernd Neuendorf (* 1961)

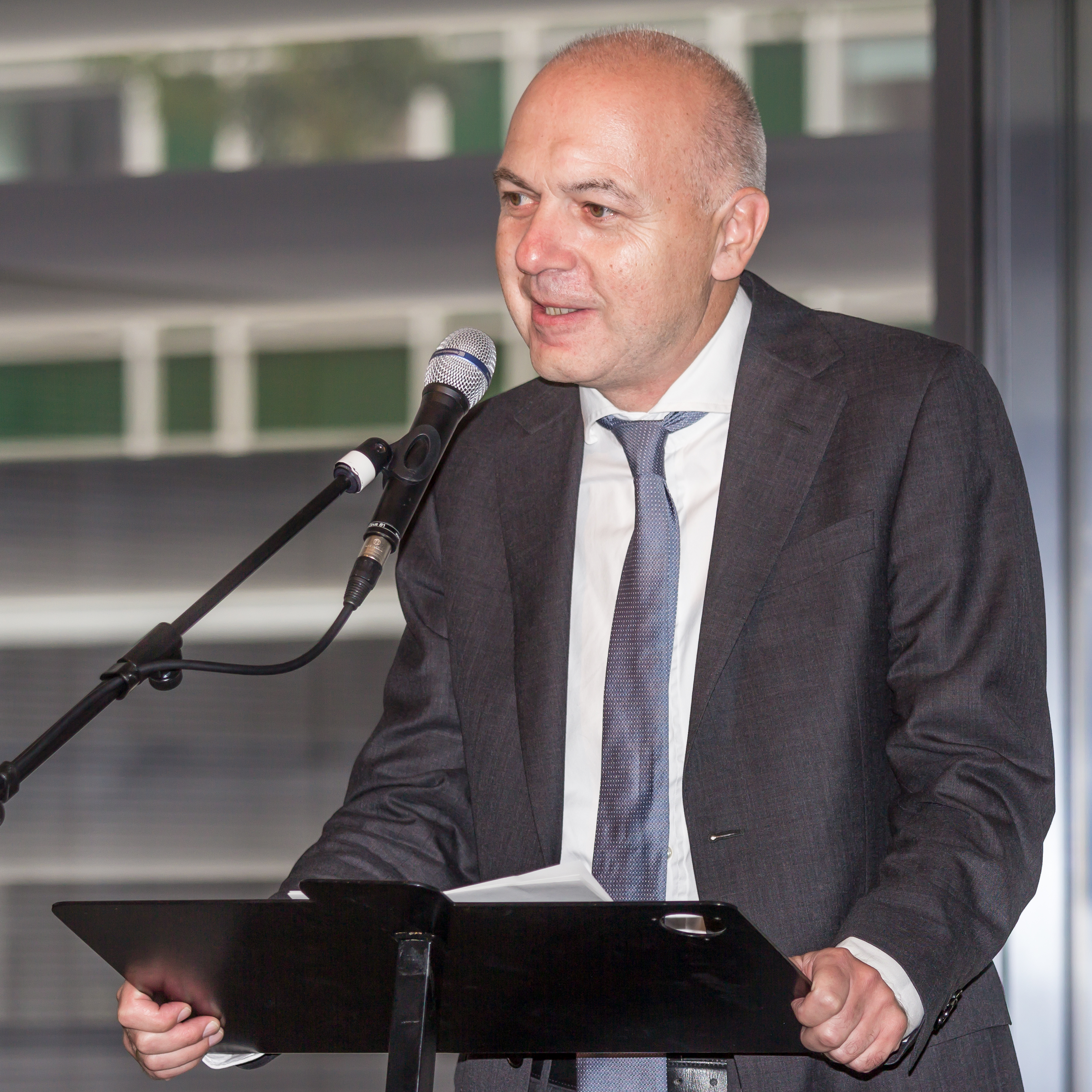
Bernd Neuendorf (* 1961)

- Neuendorf, Carl Gottfried (1750–1798), deutscher Theologe, Pädagoge und Philanthrop
- Neuendorf, Dieter (1940–2021), deutscher Skispringer
- Neuendorf, Dieter (* 1953), deutscher Politiker (AfD) und Hautarzt
- Neuendorf, Friedrich Wilhelm (1887–1967), deutscher Heimatforscher
- Neuendorf, Hans (* 1937), deutscher Unternehmer
- Neuendorf, Sabrina (* 1984), deutsche Handballspielerin
- Neuendorf, Silvio (* 1967), deutscher Kinderbuchillustrator
- Neuendorf, Waldemar (* 1929), deutscher Fußballspieler
- Neuendorff, Adolf (1843–1897), deutsch-amerikanischer Komponist, Violinist, Pianist, Dirigent, Regisseur und Theaterintendant
- Neuendorff, Edmund (1875–1961), deutscher Pädagoge und Sportführer
- Neuendorff, Georg Hellmuth (1882–1949), deutscher Reformpädagoge
- Neuendorff, Hartmut (* 1940), deutscher Soziologe und Hochschullehrer
- Neuendorff-Fürstenau, Jutta (1913–1997), deutsche Literaturwissenschaftlerin und Fontane-Forscherin
- Neuenfeld, Olaf (* 1970), deutscher Faustballer
- Neuenfeldt, Erika (* 1948), deutsche Fußballspielerin
- Neuenfeldt, Susann (* 1974), ostdeutsche Theaterregisseurin
- Neuenfels, Benedict (* 1966), deutscher Kameramann
- Neuenfels, Hans (1941–2022), deutscher Schriftsteller, Dichter, Filmemacher, Librettist, Theater- und OpernregisseurHans Neuenfels (1941–2022)

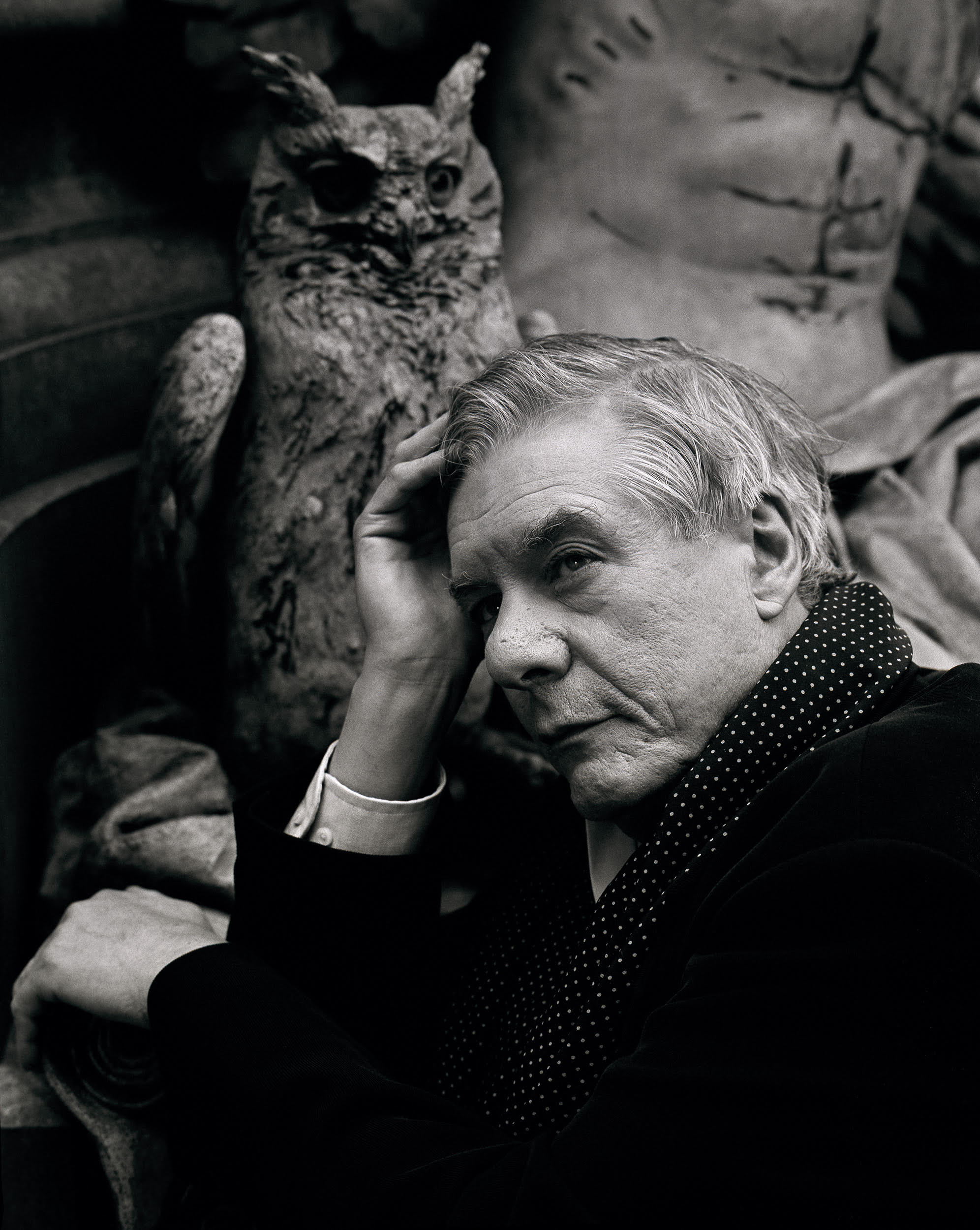
Hans Neuenfels (1941–2022)

- Neuenhahn, Carl Christian (1745–1807), deutscher Branntweinbrenner und Naturforscher
- Neuenhahn, Fritz (1888–1947), deutscher Maler und Zeichner
- Neuenhahn, Willi (1928–1993), deutscher Schauspieler
- Neuenhaus, Ilka (* 1964), deutsche Politikerin (Bündnis 90/Die Grünen), MdL
- Neuenhausen, Siegfried (* 1931), deutscher Maler und PlastikerSiegfried Neuenhausen (* 1931)

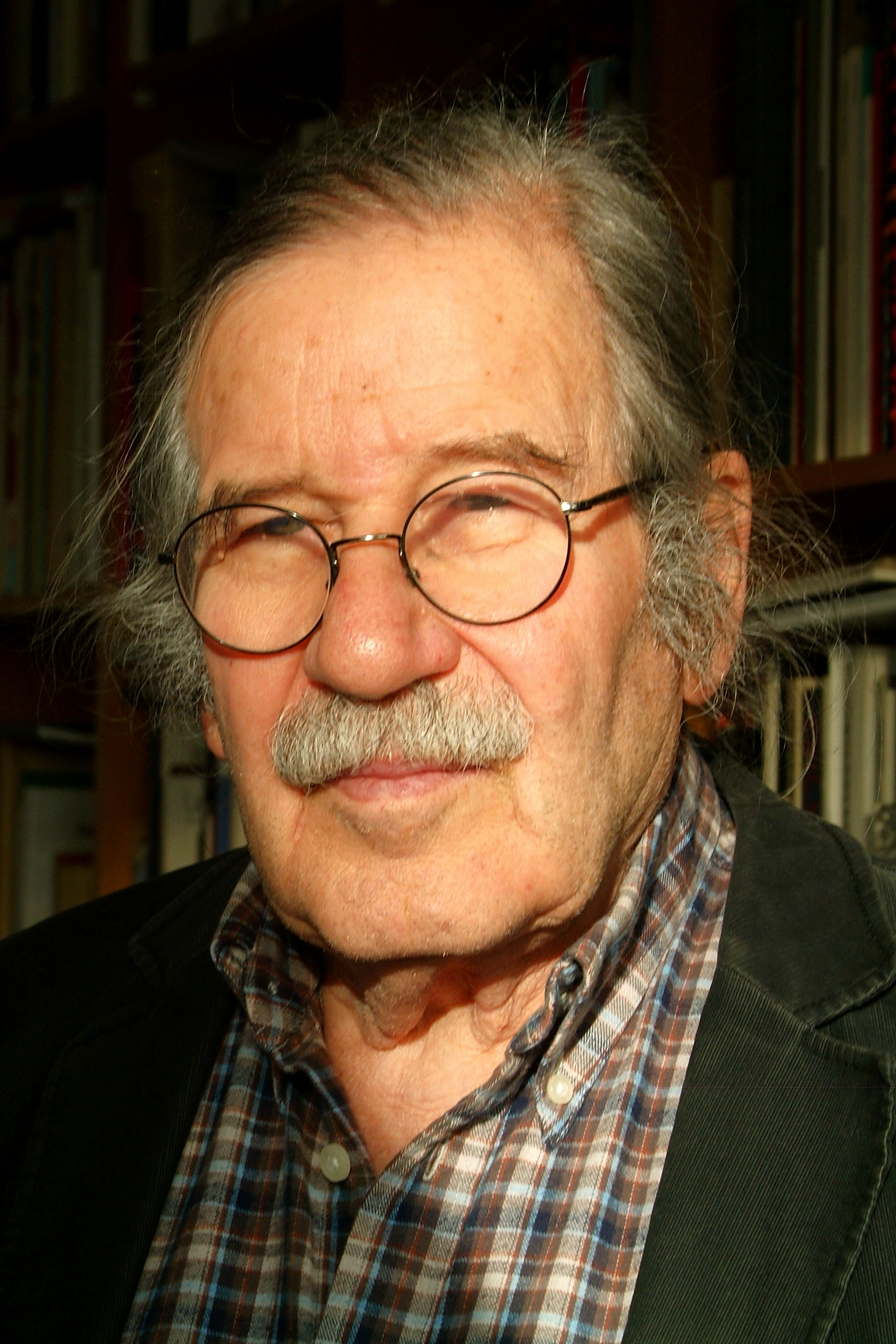
Siegfried Neuenhausen (* 1931)

- Neuenhausen, Ulrich (* 1962), deutscher Theologe, Autor und Leiter des Forum Wiedenest
- Neuenheuser, Peter (1877–1940), deutscher Geistlicher und NS-Opfer
- Neuenhofen, Nilo († 2023), deutscher Regisseur
- Neuenhofen, Willy (1897–1936), deutscher Testpilot
- Neuenhofer, Karl (1883–1963), deutscher Ingenieur und Manager
- Neuenkirch, Gerhard (1906–1990), deutscher Politiker (SPD), MdHB
- Neuenkirchen, Christoph von (1567–1641), Rat der Herzöge von Pommern
- Neuens, Franz (1912–1985), luxemburgischer Radsportler
- Neuenschwander, Beat, Schweizer Aviatiker
- Neuenschwander, Caryl (* 1984), Schweizer Eishockeyspieler
- Neuenschwander, Eduard (1924–2013), Schweizer Architekt
- Neuenschwander, Erwin (* 1942), Schweizer Mathematikhistoriker
- Neuenschwander, Esther (* 1983), Schweizer Curlerin
- Neuenschwander, Jan (* 1993), Schweizer Eishockeyspieler
- Neuenschwander, Joschua (* 2000), Schweizer Fussballtorhüter
- Neuenschwander, Jürg (1947–2014), Schweizer Organist und Musiker
- Neuenschwander, Jürg (* 1953), Schweizer Regisseur und Produzent von Dokumentarfilmen
- Neuenschwander, Katrin (* 1971), Schweizer Skirennfahrerin
- Neuenschwander, Leni (1909–2000), Schweizer Sopranistin und Hochschullehrerin
- Neuenschwander, Maja (* 1980), Schweizer Langstreckenläuferin
- Neuenschwander, Mattias (* 1952), Schweizer Curler
- Neuenschwander, Max (* 1930), Schweizer Jurist und Beamter
- Neuenschwander, Michael (* 1962), Schweizer Schauspieler
- Neuenschwander, Oscar (* 1918), Schweizer Ruderer
- Neuenschwander, Rosa (1883–1962), Berner Pionierin im Bereich der Berufsberatung und Berufsausbildung
- Neuenschwander, Ulrich (1922–1977), Schweizer reformierter Theologe
- Neuenschwander, Willi (1929–2003), Schweizer Politiker (SVP)
- Neuenstadt, Balthasar von († 1516), Dompropst zu Halberstadt
- Neuenstein, Karl von (1767–1838), deutscher Generalleutnant
- Neuenstein, Karl von (1846–1913), badischer Heraldiker
- Neuenstein, Rupert von (1736–1793), Fürstabt im Fürststift Kempten (1785–1793)
- Neuenswander, Rebecca, US-amerikanische Filmschauspielerin, Kampfsportlerin und Model
- Neuenzeit, Fritz (1892–1970), deutscher Arzt und Träger der Paracelsus-Medaille

### Neuer
- Neuer, Alexander (1883–1941), österreichischer Philosoph und Mediziner
- Neuer, Andreas (* 1953), deutscher Radsportler und DDR-Meister
- Neuer, Ludwig (1891–1953), deutscher Architekt
- Neuer, Manuel (* 1986), deutscher FußballtorhüterManuel Neuer (* 1986)

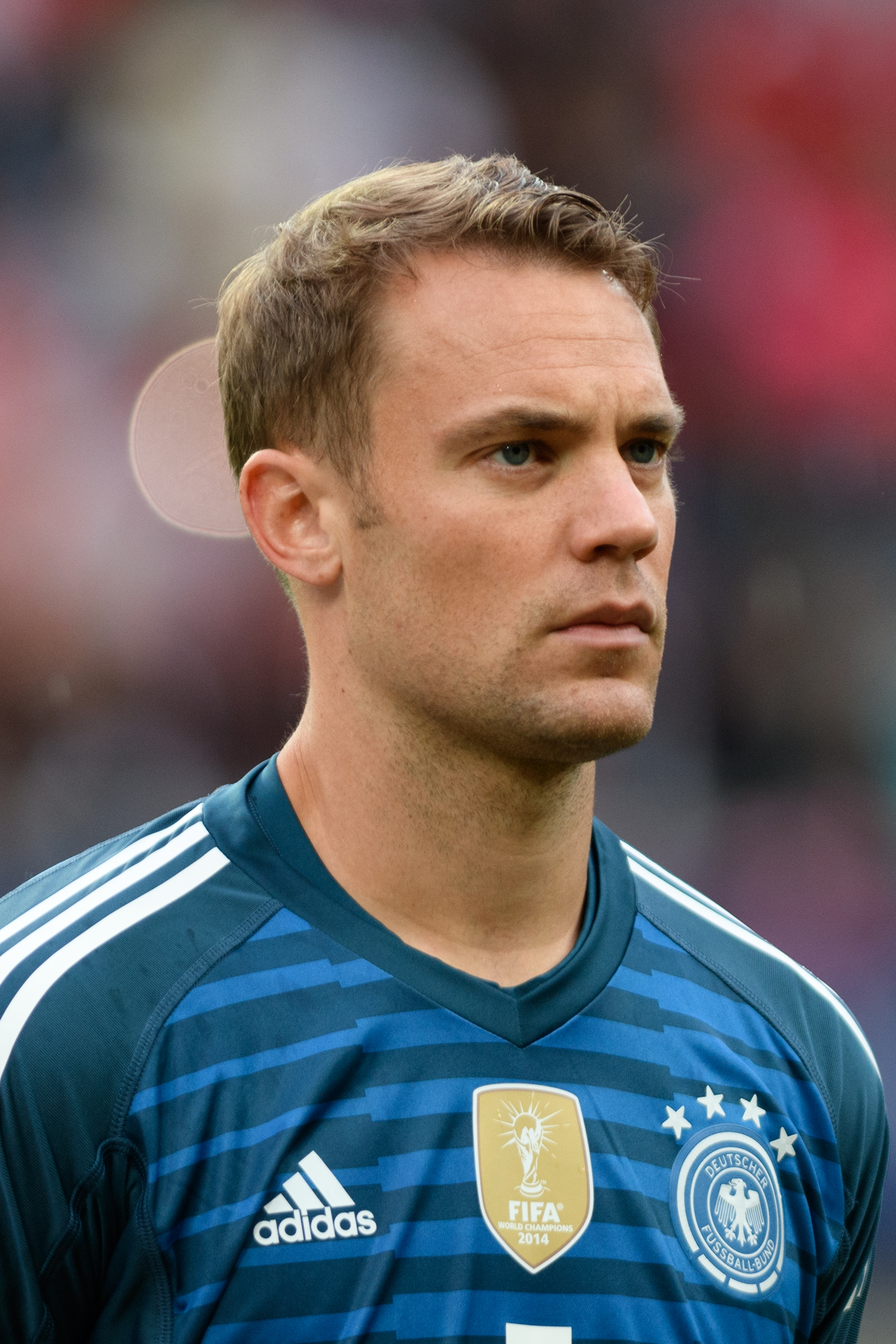
Manuel Neuer (* 1986)

- Neuer, Thomas (* 1964), deutscher Fernschachspieler
- Neuer, Thorleif (* 1938), deutscher Architekt, Stadtplaner, Maler und Grafiker
- Neuer, Werner (* 1951), deutscher evangelischer Theologe
- Neuer-Miebach, Therese (* 1949), deutsche Soziologin und Ethikexpertin
- Neuerburg, Gerhard (1872–1946), deutscher Maler
- Neuerburg, Hans (* 1932), saarländischer Fußballspieler
- Neuerburg, Heinrich (1883–1956), deutscher Unternehmer, Generalkonsul von Griechenland in Köln
- Neuert, Christian (* 1992), deutscher Eishockeyspieler
- Neuert, Hugo (1912–1989), deutscher Physiker
- Neuert, Marcus (* 1963), deutscher Lyriker, Schriftsteller und Musiker

### Neues
- Neues, Hans-Günter (1950–2016), deutscher Fußballspieler und Trainer